# Олівер Лаурідсен
Олівер Лаурідсен (дан. Oliver Lauridsen; нар. 24 березня 1989, Гентофте) — данський хокеїст, захисник фінського клубу ТПС. Гравець збірної команди Данії.
Старший брат Маркуса Лаурідсена.

## Ігрова кар'єра
Хокейну кар'єру розпочав 2008 року виступами за «Сент-Клауд Гаскіс».
2009 року був обраний на драфті НХЛ під 196-м загальним номером командою «Філадельфія Флаєрс».
Провівши сезон за «Адірондак Фантомс» Олівер був викликаний 29 березня 2013 до «Флаєрс» замість травмованого Брейдона Коберна. Наступного дня дебютував у грі проти «Бостон Брюїнс». Через місяць Лаурідсен відзначився першим голом через помилку захисника «Брюїнс» Здено Хара поціливши ворота Антона Худобіна. Гол записали на данця, який торкнувся шайби останнім. Через два дні він відзначився вдруге в матчі проти «Нью-Йорк Айлендерс».
13 липня 2015 Олівер уклав контракт з шведським клубом «Вестра Фрелунда» та допоміг команді стати чемпіоном Швеції та виграти Лігу чемпіонів. У квітня 2016 данець перейшов до фінського клубу КХЛ «Йокеріт».
Після чотирьох сезонів у складі фінського клубу Лаурідсен вирішив повернутись до ШХЛ, де уклав 29 квітня 2020 року трирічний контракт з «Мальме Редгокс».
Влітку 2023 року перейшов до фінського клубу ТПС.
Був гравцем юніорської збірної Данії та молодіжної збірної Данії, у складі яких брав участь у 26 іграх.

## Нагороди та досягнення
- Чемпіон Швеції в складі «Вестра Фрелунда» — 2016.
- Володар Ліги чемпіонів в складі — 2016.

## Статистика

### Клубні виступи
| Сезон        | Клуб                  | Ліга         | Регулярний сезон | Регулярний сезон | Регулярний сезон | Регулярний сезон | Регулярний сезон | Плей-оф | Плей-оф | Плей-оф | Плей-оф | Плей-оф |
| Сезон        | Клуб                  | Ліга         | І                | Г                | П                | О                | ШХ               | І       | Г       | П       | О       | ШХ      |
| ------------ | --------------------- | ------------ | ---------------- | ---------------- | ---------------- | ---------------- | ---------------- | ------- | ------- | ------- | ------- | ------- |
| 2008–09      | «Сент-Клауд Гаскіс»   | НКАА         | 28               | 0                | 1                | 1                | 38               | —       | —       | —       | —       | —       |
| 2009–10      | «Сент-Клауд Гаскіс»   | НКАА         | 43               | 6                | 6                | 12               | 54               | —       | —       | —       | —       | —       |
| 2010–11      | «Сент-Клауд Гаскіс»   | НКАА         | 37               | 1                | 8                | 9                | 51               | —       | —       | —       | —       | —       |
| 2010–11      | «Адірондак Фантомс»   | АХЛ          | 2                | 0                | 0                | 0                | 30               | —       | —       | —       | —       | —       |
| 2011–12      | «Адірондак Фантомс»   | АХЛ          | 65               | 3                | 4                | 7                | 85               | —       | —       | —       | —       | —       |
| 2012–13      | «Адірондак Фантомс»   | АХЛ          | 59               | 1                | 5                | 6                | 77               | —       | —       | —       | —       | —       |
| 2012–13      | «Філадельфія Флаєрс»  | НХЛ          | 15               | 2                | 1                | 3                | 34               | —       | —       | —       | —       | —       |
| 2013–14      | «Адірондак Фантомс»   | АХЛ          | 63               | 1                | 10               | 11               | 167              | —       | —       | —       | —       | —       |
| 2014–15      | «Ліхай Веллі Фантомс» | АХЛ          | 75               | 4                | 6                | 10               | 152              | —       | —       | —       | —       | —       |
| 2014–15      | «Філадельфія Флаєрс»  | НХЛ          | 1                | 0                | 0                | 0                | 10               | —       | —       | —       | —       | —       |
| 2015–16      | «Вестра Фрелунда»     | ШХЛ          | 42               | 1                | 3                | 4                | 67               | 16      | 1       | 3       | 4       | 10      |
| 2016–17      | «Йокеріт»             | КХЛ          | 48               | 3                | 6                | 9                | 33               | 4       | 0       | 0       | 0       | 11      |
| 2017–18      | «Йокеріт»             | КХЛ          | 54               | 1                | 3                | 4                | 38               | 11      | 0       | 1       | 1       | 14      |
| 2018–19      | «Йокеріт»             | КХЛ          | 55               | 2                | 11               | 13               | 93               | 6       | 0       | 0       | 0       | 6       |
| 2019–20      | «Йокеріт»             | КХЛ          | 24               | 1                | 0                | 1                | 17               | 4       | 1       | 0       | 1       | 0       |
| 2020–21      | «Мальме Редгокс»      | ШХЛ          | 48               | 3                | 4                | 7                | 38               | 2       | 0       | 0       | 0       | 6       |
| 2021–22      | «Мальме Редгокс»      | ШХЛ          | 42               | 3                | 0                | 3                | 41               | —       | —       | —       | —       | —       |
| 2022–23      | «Мальме Редгокс»      | ШХЛ          | 49               | 4                | 8                | 12               | 43               | —       | —       | —       | —       | —       |
| 2023–24      | ТПС                   | Лійга        | 57               | 3                | 6                | 9                | 70               | 8       | 1       | 0       | 1       | 2       |
| Усього в НХЛ | Усього в НХЛ          | Усього в НХЛ | 16               | 2                | 1                | 3                | 44               | —       | —       | —       | —       | —       |
| Усього в ШХЛ | Усього в ШХЛ          | Усього в ШХЛ | 181              | 11               | 15               | 26               | 189              | 18      | 1       | 3       | 4       | 16      |
| Усього в КХЛ | Усього в КХЛ          | Усього в КХЛ | 181              | 7                | 20               | 27               | 181              | 25      | 1       | 1       | 2       | 31      |

### Збірна
| Рік                | Команда            | Турнір             | І  | Г | П  | О  | ШХ |
| ------------------ | ------------------ | ------------------ | -- | - | -- | -- | -- |
| 2006               | Данія              | ЮЧС18 D1           | 5  | 0 | 0  | 0  | 4  |
| 2007               | Данія              | ЮЧС18 D1           | 5  | 1 | 2  | 3  | 16 |
| 2007               | Данія              | МЧС D1             | 5  | 0 | 1  | 1  | 6  |
| 2008               | Данія              | МЧС                | 6  | 0 | 2  | 2  | 14 |
| 2009               | Данія              | МЧС D1             | 5  | 0 | 0  | 0  | 6  |
| 2013               | Данія              | ЧС                 | 7  | 0 | 0  | 0  | 6  |
| 2014               | Данія              | ЧС                 | 7  | 0 | 0  | 0  | 14 |
| 2015               | Данія              | ЧС                 | 7  | 0 | 1  | 1  | 4  |
| 2016               | Данія              | ЧС                 | 8  | 0 | 0  | 0  | 6  |
| 2016               | Данія              | Кваліф.            | 3  | 0 | 0  | 0  | 2  |
| 2017               | Данія              | ЧС                 | 7  | 0 | 2  | 2  | 10 |
| 2018               | Данія              | ЧС                 | 7  | 0 | 2  | 2  | 0  |
| 2019               | Данія              | ЧС                 | 7  | 0 | 1  | 1  | 6  |
| 2021               | Данія              | ЧС                 | 7  | 0 | 0  | 0  | 2  |
| 2021               | Данія              | Кваліф.            | 3  | 0 | 2  | 2  | 2  |
| 2022               | Данія              | ЗОІ                | 5  | 0 | 1  | 1  | 2  |
| 2022               | Данія              | ЧС                 | 2  | 0 | 1  | 1  | 0  |
| 2023               | Данія              | ЧС                 | 5  | 0 | 0  | 0  | 2  |
| Молодіжна збірна   | Молодіжна збірна   | Молодіжна збірна   | 26 | 1 | 5  | 6  | 46 |
| Національна збірна | Національна збірна | Національна збірна | 75 | 0 | 10 | 10 | 56 |